# Sara Moreira
Sara Moreira, född den 17 oktober 1985, är en portugisisk friidrottare som tävlar i medeldistanslöpning och hinderlöpning.
Moreiras genombrott kom när hon blev bronsmedaljör på 3 000 meter hinder vid U23 EM 2007. Hon deltog vid VM 2007 i Osaka på 3 000 meter hinder och slutade på en trettonde plats. Hon deltog även vid Olympiska sommarspelen 2008 men tog sig inte vidare från försöken.
Vid inomhus-EM 2009 deltog hon på 3 000 meter och slutade på andra plats. Vid VM 2009 deltog hon både i hinderlöpning och på 5 000 meter. På den senare distansen tog hon sig till final och slutade tia medan hon blev utslagen i försöken på 3 000 meter hinder. 
Under 2010 blev hon sexa på 3 000 meter vid inomhus-VM i Doha. Senare samma år slutade hon trea på 5 000 meter vid EM i Barcelona. 

## Personliga rekord
- 3 000 meter - 8:42,69 från 2010
- 5 000 meter - 14:54,71 från 2010
- 3 000 meter hinder - 9:28,64 från 2009